# Geschiedenis van de auto (1949-1972)
Het tijdperk van de naoorlogse of klassieke automobiel begon in 1949, na de herstart die volgde op het einde van de Tweede Wereldoorlog, en eindigde in 1979. De periode kent in elk van haar decennia een grote ommekeer. Het is ook de periode waarin Japan gemobiliseerd raakt en haar positie op de wereldautomarkt inneemt. En terwijl de Japanse auto-industrie almaar sterker werd moest de Amerikaanse vanaf de jaren zeventig zwaar incasseren.

## Algemeen

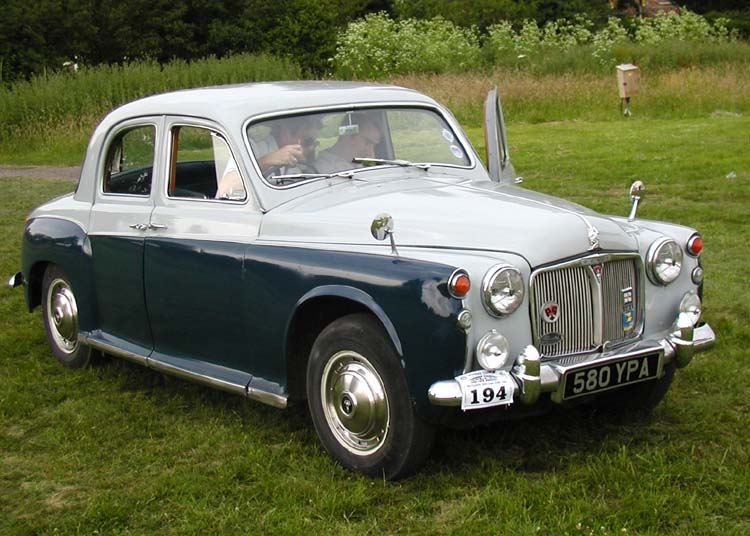
Rover P4 80 uit 1960

### 1949
In 1949 kwam de auto-industrie eindelijk de Tweede Wereldoorlog te boven. De Verenigde Staten zagen de introductie van het moderne koetswerkdesign en de turbo V8-motor. In het Verenigd Koninkrijk stond de sector weer recht met de Morris Minor en de Rover P4. In Italië begon Enzo Ferrari aan zijn 250-serie en introduceerde Lancia haar revolutionaire V6-motor op de Lancia Aurelia.

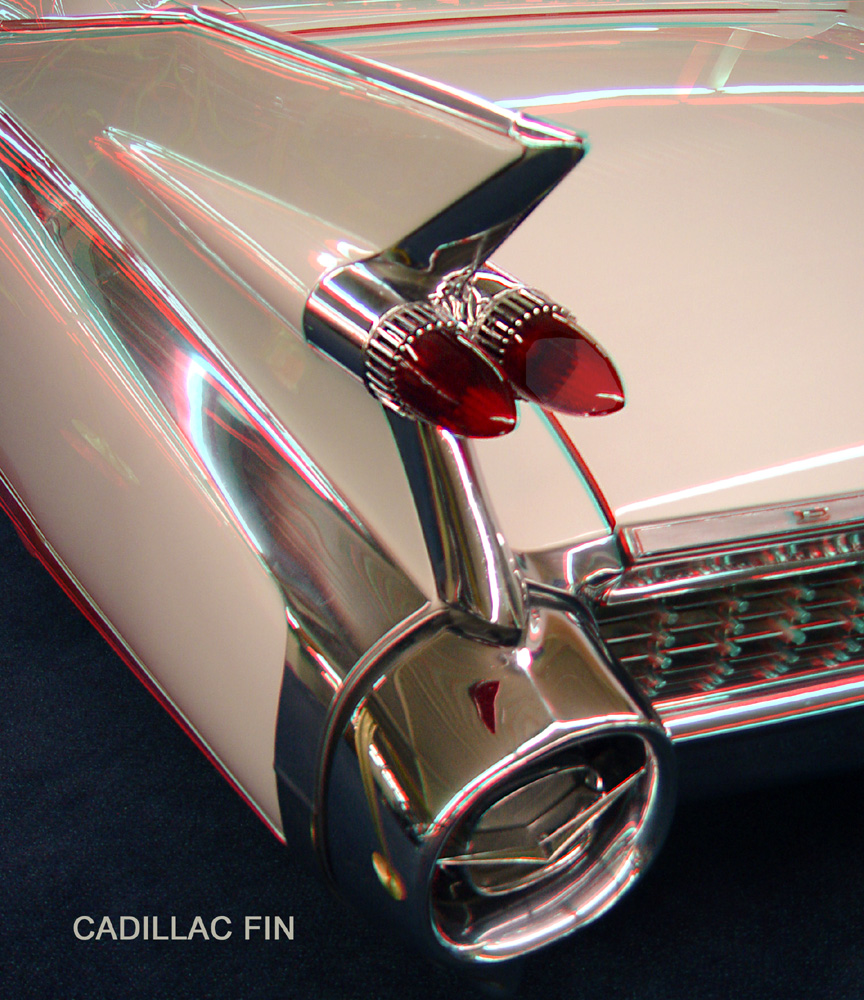
Vinnen van een Cadillac

### Jaren 50
In de Verenigde Staten bleven de vermogens en de topsnelheden door de jaren vijftig groeien. Het design werd belangrijker en auto's werden ware kunstwerken. Ook de steeds groter wordende vleugels achteraan getuigen daarvan. Ook de super-de-luxe-auto kwam hier, na een lange afwezigheid, weer terug. Europa werd intussen veroverd door micro-auto's als de Mini en de Fiat 500 en GT-auto's van bijvoorbeeld Ferrari. In Japan kwam met de gelijkaardige keicars voor het eerst een auto-industrie van de grond. De Volkswagen Kever overwon zijn Hitler-oorsprong en veroverde Europa en het Amerikaanse continent.

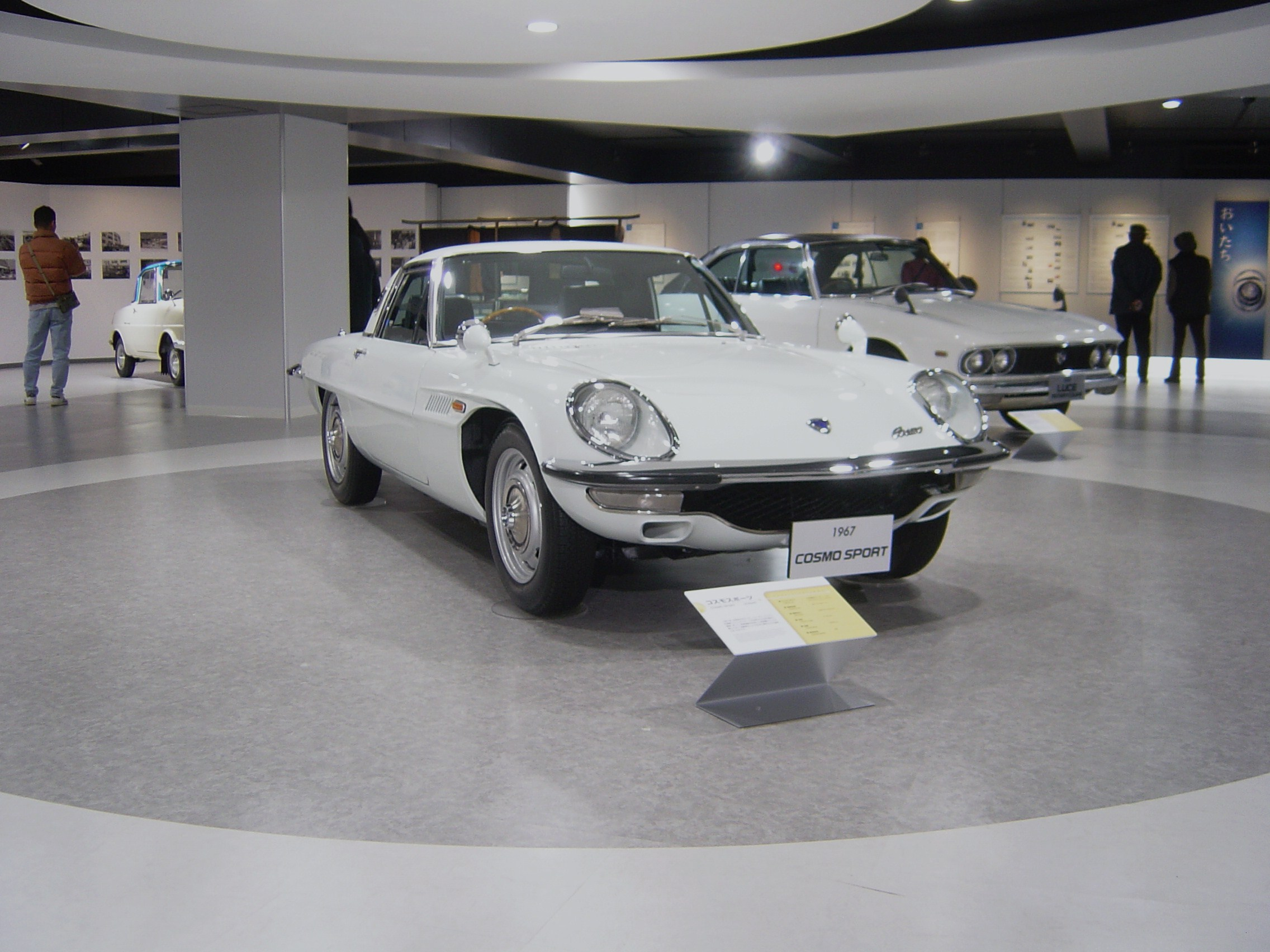
Mazda Cosmo uit 1967

### Jaren 60
In Groot-Brittannië wordt het British Motor Corporation-concern gevormd dat vele Britse merken omvat. Ook in Italië worden merken als Ferrari, Maserati en Lancia opgeslokt. De grote autoconcerns gaan ook globaler auto's maken. Hetzelfde model komt met een verschillend embleem in meerdere landen tegelijk op de markt of een groot deel van de onderdelen, waaronder vaak het platform, worden tussen meerdere modellen gedeeld. Volkswagen neemt Auto Union (het latere Audi) over van Mercedes-Benz. Een nieuwe consolidatiegolf ging door de autowereld in de jaren zestig. In de jaren zestig komt ook Japan op als een wereldproducent van auto's. De Amerikaanse autoconcerns waren bezorgd om die groeiende concurrentie, maar faalden in hun pogingen om zelf kleine wagens op de markt te brengen. Op de Amerikaanse markt waren immers vooral de prestaties van de auto van tel. Het was de tijd waarin betaalbare maar krachtige auto's als de Ford Mustang een nieuw segment begonnen. Ten slotte wonnen veiligheid en milieu aan belang.

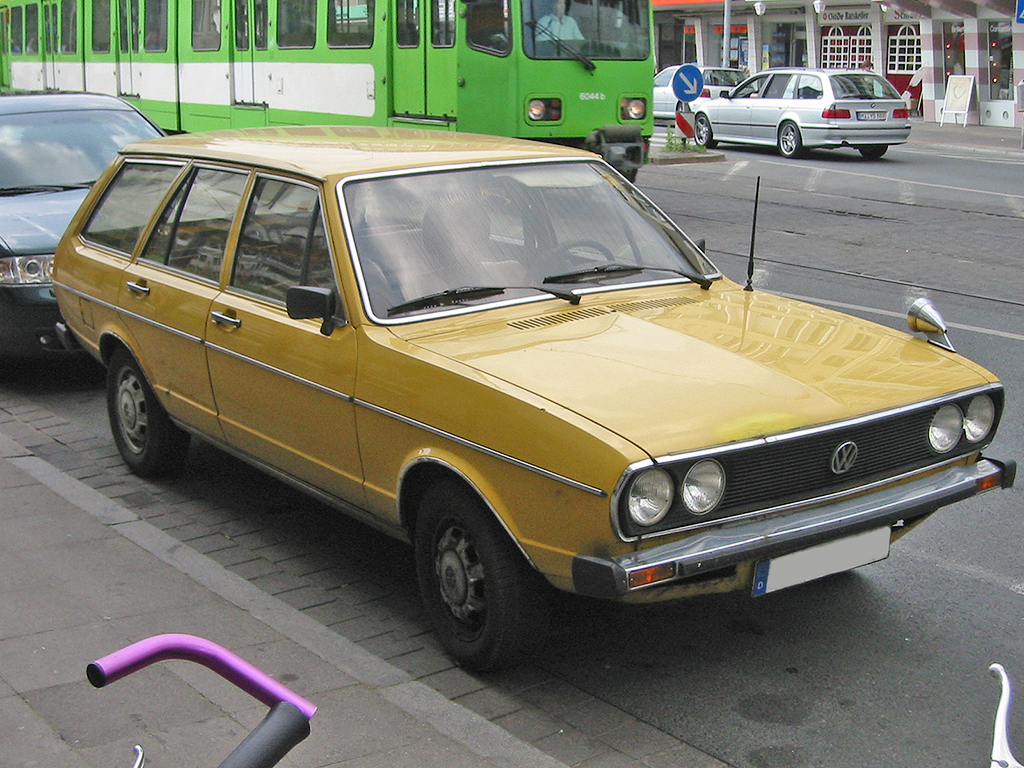
Volkswagen Passat Variant uit 1974.

### Jaren 70
De mentaliteit van de jaren zestig veranderde echter in de jaren zeventig na het uitbreken van de oliecrisis van 1973. Uitstootnormen werden vastgelegd en de zuinigheid van een automobiel werd een belangrijk verkoopargument. De import van Japanse en Europese auto's, die op dat vlak veel sterker waren dan Amerikaanse, piekte in de Verenigde Staten. De Amerikaanse automobielindustrie ging hier bijna aan ten onder. Verder blijft ook veiligheid een belangrijk punt, met de introductie van het derde remlicht in 1974, de airbag in 1973 en de ontwikkeling van de crashtest.

## Ontwikkeling

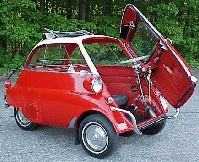
BMW Isetta

### Dwergauto
De dwergauto of microauto is een segment van de automobielmarkt dat bestaat uit zeer compacte auto's. Dit soort auto's kende een bloeiperiode in Europa in de jaren 50, toen de meeste mensen nog weinig geld te besteden hadden en benzine schaars was. Voorbeelden zijn de BMW Isetta, de Fiat 500 en de Goggomobil.

### Veiligheidskooi
De veiligheidskooi werd in 1951 uitgevonden door Barényi Béla. Deze uitvinder, die bekendstaat als de vader van de passieve veiligheid, heeft zo'n 2500 uitvindingen voor de auto op zijn naam. Daarvan was de veiligheidskooi de belangrijkste. De kooiconstructie houdt de verdeling van de auto in 3 zones in. De middelste was de passagiersruimte. Die werd vooraan en achteraan omgeven door kreukelzones in de motorruimte en de kofferruimte. Deze kreukelzones moesten de impact van aanrijdingen absorberen en zo de passagiers beschermen. De Mercedes-Benz 220 werd er in 1959 als eerste mee uitgerust. Het zou echter nog decennia duren voor de constructie een standaard werd.

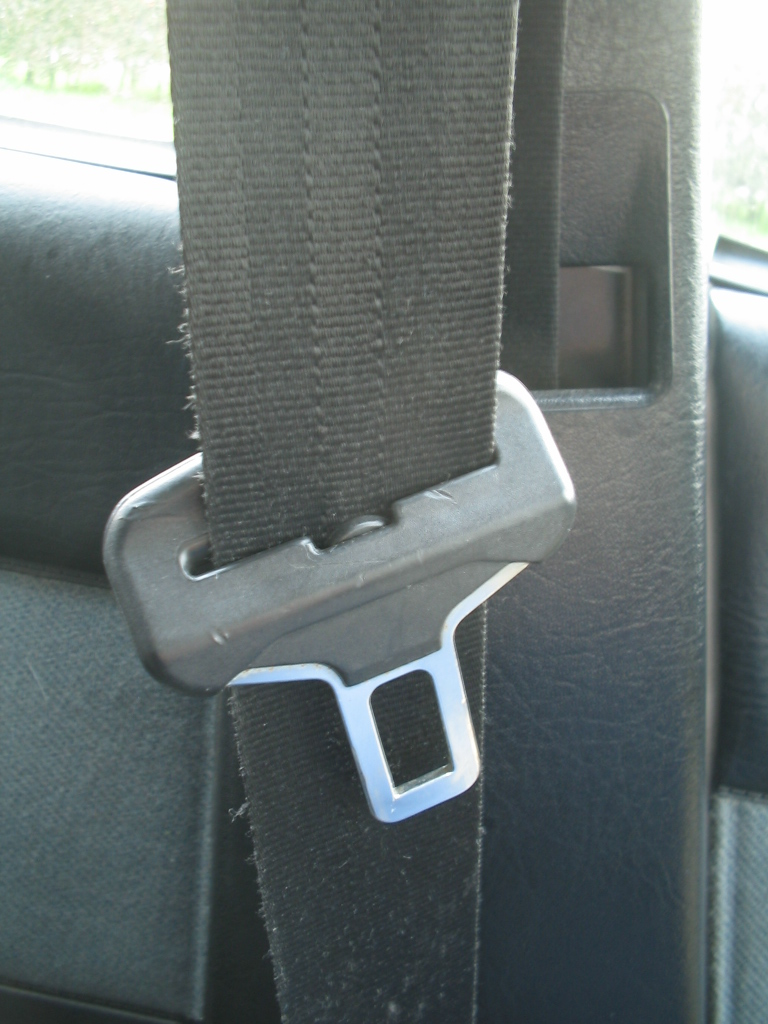
Veiligheidsgordel.

### Veiligheidsgordel
De veiligheidsgordel werd reeds in de 19e eeuw uitgevonden door George Cayley. Sinds 1913 werden ze al toegepast in de luchtvaart en in de jaren dertig werden ze daar standaarduitrusting. Het eerste model voor de automobiel was de AutoCrat-veiligheidsgordel van Bob Ligon. Dit type werd eerst gebruikt door Ford in 1956. In 1959 werd de moderne driepuntsgordel uitgevonden door Nils Bohlin en gestandaardiseerd door Volvo. Volvo registreerde een open patent, waardoor andere constructeurs gebruik konden maken van de uitvinding. De driepuntsgordel is vandaag de dag in de meeste landen verplicht.

Schema van de wankelmotor.

### Wankelmotor
Hoewel de wankelmotor reeds in 1924 was uitgevonden door Felix Wankel was autoconstructeur NSU de eerste die het type motor toepaste. De NSU Wankel Spider uit 1964 is de eerste auto uit de geschiedenis die hem ingebouwd kreeg. De tweede was de zeer bekende NSU Ro80 in 1967. Maar de motoren waren in die tijd nog zeer onbetrouwbaar. Verder hebben ook Mercedes-Benz en Citroën in de jaren zestig en zeventig met de wankelmotor geëxperimenteerd. Vandaag is Mazda de enige autobouwer ter wereld die hem nog toepast in de Mazda RX-8.

### Brandstofinjectie
Een andere ontwikkeling in het naoorlogse tijdperk betreft onder andere de brandstofinjectie. Brandstofinjectie is vanaf de jaren 1920 toegepast in dieselmotoren. Het concept werd gedurende de Tweede Wereldoorlog aangepast voor vliegtuigmotoren op benzine.
Al aan het eind van de jaren 50 werden in luxevoertuigen (bijvoorbeeld Mercedes 300 „Adenauer") (mechanische) brandstofinjectiesystemen ingebouwd, terwijl in kleine auto's nog tot begin jaren 90 carburatormotoren werden toegepast.
Sinds het begin van de jaren 90 moesten motorenbouwers in Europa voldoen aan de Euro-emissienorm. Om hier aan te kunnen voldoen nam de injectietechniek een hoge vlucht. Maar pas tegen eind van de 20e eeuw verving de elektronische brandstofinjectie volledig de carburator.
Zie ook Injectiemotor.

## Referenties

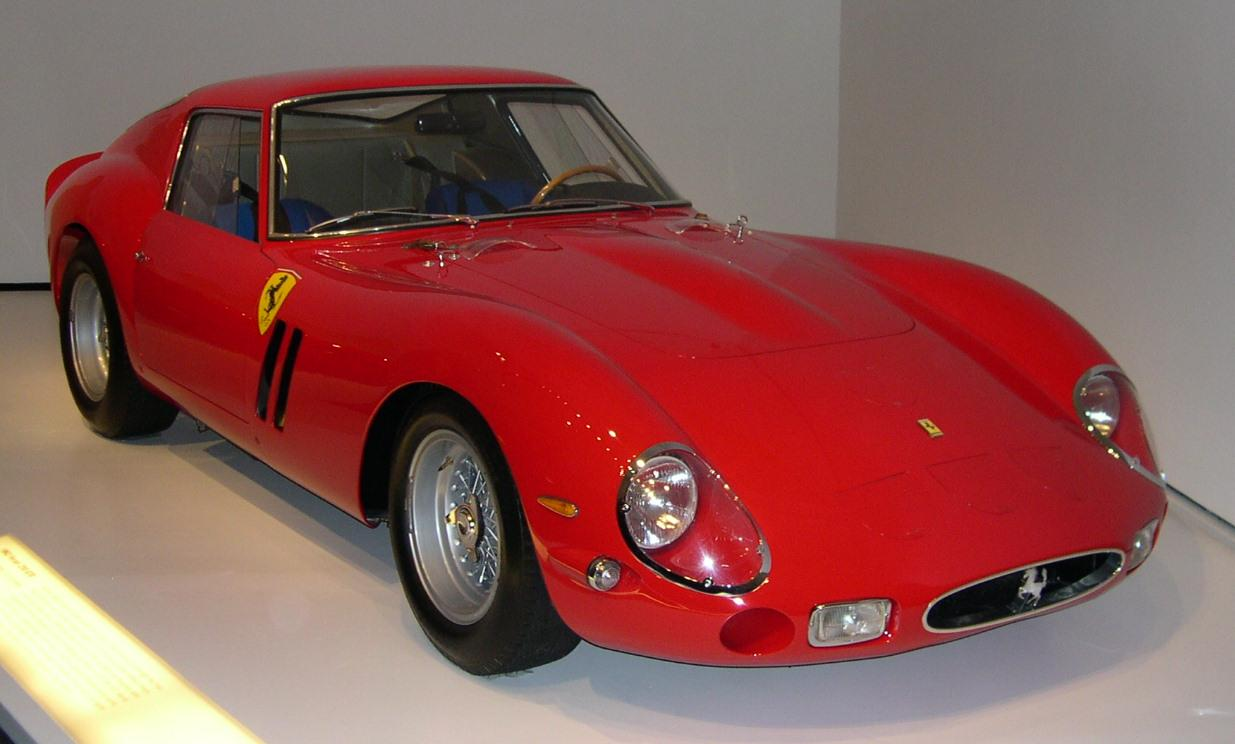
Ferrari 250 GTO uit 1962.

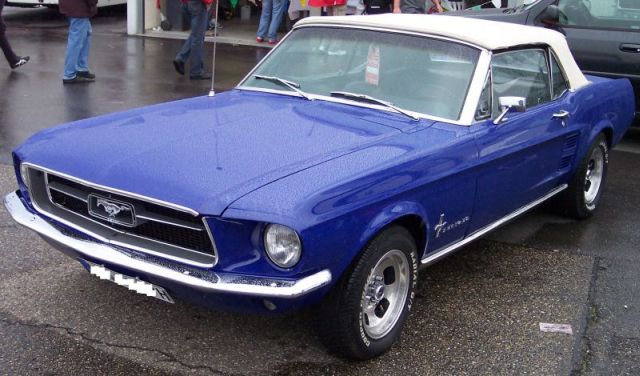
Ford Mustang I uit 1967.

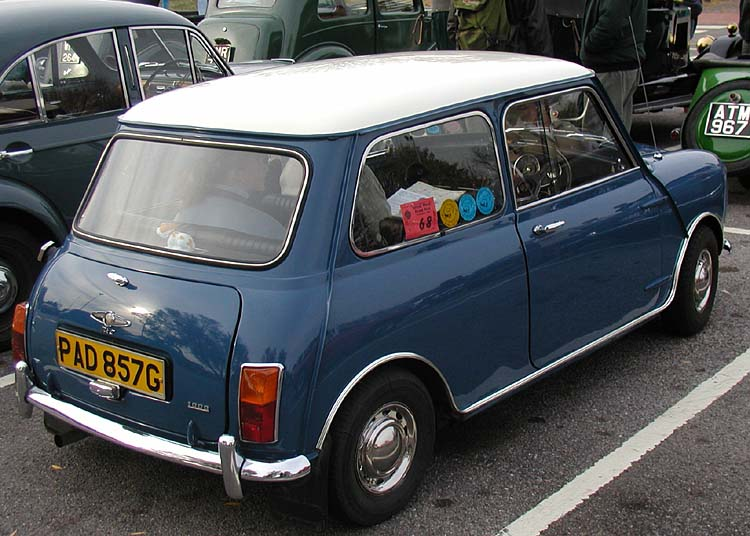
Austin/Morris Mini uit 1968.

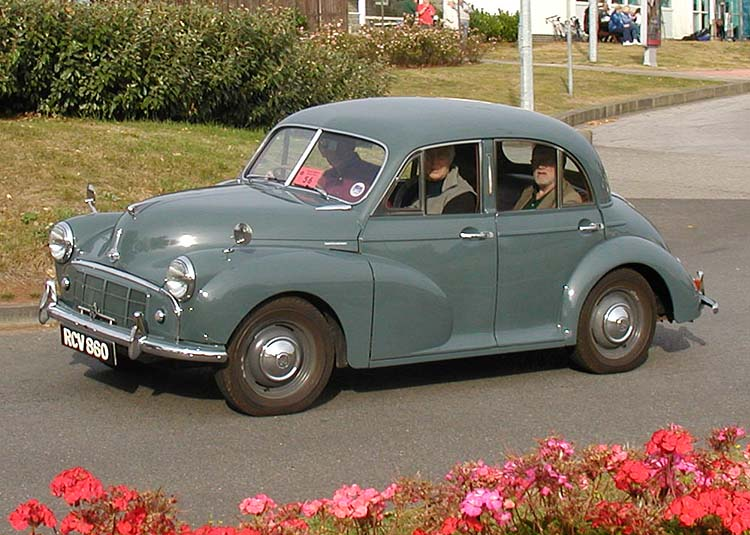
Morris Minor Series II uit 1953.

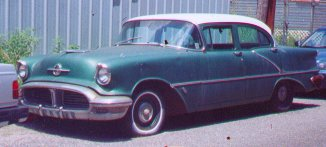
Oldsmobile 88 Rocket.

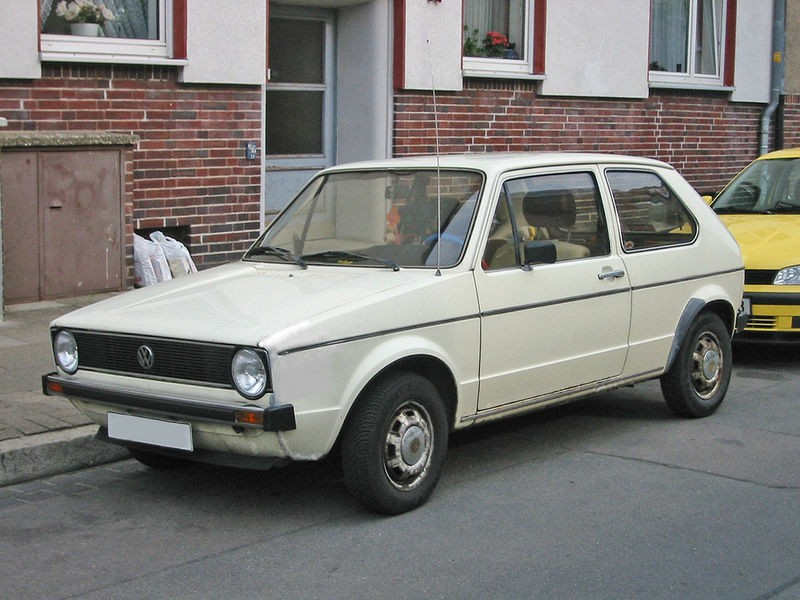
Volkswagen Golf I uit 1974.

## Autoproductie per jaar
Europa:
1949 · 1950 ·
1951 · 1952 ·
1953 · 1954 ·
1955 · 1956 ·
1957 · 1958 ·
1959 · 1960 ·
1961 · 1962 ·
1963 · 1964 ·
1965 · 1966 ·
1967 · 1968 ·
1969 · 1970 ·
1971 · 1972 ·
1973 · 1974 ·
1975 · 1976 ·
1977 · 1978 ·
1979
Amerika:
1949 · 1950 ·
1951 · 1952 ·
1953 · 1954 ·
1955 · 1956 ·
1957 · 1958 ·
1959 · 1960 ·
1961 · 1962 ·
1963 · 1964 ·
1965 · 1966 ·
1967 · 1968 ·
1969 · 1970 ·
1971 · 1972 ·
1973 · 1974 ·
1975 · 1976 ·
1977 · 1978 ·
1979
Azië:
1949 · 1950 ·
1951 · 1952 ·
1953 · 1954 ·
1955 · 1956 ·
1957 · 1958 ·
1959 · 1960 ·
1961 · 1962 ·
1963 · 1964 ·
1965 · 1966 ·
1967 · 1968 ·
1969 · 1970 ·
1971 · 1972 ·
1973 · 1974 ·
1975 · 1976 ·
1977 · 1978 ·
1979
Oceanië en Afrika:
1951 · 
1953 · 1956 ·
1957 · 1958 ·
1959 · 1960 ·
1961 · 1962 ·
1963 · 1964 ·
1965 · 1966 ·
1967 · 1968 ·
1969 · 1970 ·
1971 · 1972 ·
1973 · 1974 ·
1975 · 1976 ·
1977 · 1978 ·
1979